# NGC 1687
NGC 1687 é uma galáxia espiral barrada (SBab) localizada na direcção da constelação de Caelum. Possui uma declinação de -33° 56' 21" e uma ascensão recta de 4 horas, 51 minutos e 21,1 segundos.
A galáxia NGC 1687 foi descoberta em 8 de Janeiro de 1836 por John Herschel.